# Liste der Straßen in Bergkamen
Die Liste der Straßen in Bergkamen listet  die Namen aller 437 im Gemeindegebiet der Stadt Bergkamen, Kreis Unna, Nordrhein-Westfalen, liegenden Straßen auf und erläutert, sofern möglich, deren Herkunft.

## Stadtteile
Bergkamen besteht aus den folgenden Stadtteilen und deren Bauerschaften:
- Bergkamen
- Heil
- Oberaden
- Overberge
- Rünthe
- Weddinghofen

## Postleitzahl
Die Postleitzahl, die für die gesamte Stadt gültig ist, lautet 59192. Sie gilt für die Brief- und Paketzustellung.

## Telefonvorwahlen
- Bergkamen, Overberge und Weddinghofen haben die Telefonvorwahl 02307.
- Oberaden ist über die Lüner Vorwahl 02306 zu erreichen.
- In Rünthe gilt die Werner Vorwahl 02389.
- Heil hat die Vorwahlen 02306 und/oder 02389.

## A
| Straßenname              | Stadtteil    | Herleitung | Bemerkungen                     |
| ------------------------ | ------------ | --- | ------------------------------- |
| Ackerweg                 | Overberge    | |                                 |
| Adolf-Reichwein-Straße   | Bergkamen    | Adolf Reichwein, deutscher Pädagoge und Kulturpolitiker                                                                                          |                                 |
| Agnes-Miegel-Straße      | Oberaden     | Agnes Miegel, deutsche Schriftstellerin |                                 |
| Ägypten                  | Oberaden     | Ägypten, Staat im nordöstlichen Afrika |                                 |
| Ahornweg                 | Bergkamen    | Ahorne, Pflanzengattung |                                 |
| Ährenweg                 | Overberge    | |                                 |
| Akazienweg               | Weddinghofen | Akazien, Pflanzengattung |                                 |
| Albert-Schweitzer-Straße | Bergkamen    | Albert Schweitzer, deutsch-französischer Arzt und Pazifist                                                                                       |                                 |
| Alfred-Döblin-Straße     | Bergkamen    | Alfred Döblin, deutscher Psychiater und Schriftsteller                                                                                           |                                 |
| Alisostraße              | Oberaden     | Aliso, römisches Militärlager in der Germania magna                                                                                              |                                 |
| Am Alkenbach             | Oberaden     | Alkenbach, rechter Nebenfluss der Seseke |                                 |
| Am Alten Sägewerk        | Oberaden     | ehem. Sägewerk, auf dessen Gelände die Straße heute verläuft                                                                                     |                                 |
| Am Bammerbach            | Bergkamen    | |                                 |
| Am Boirenbusch           | Oberaden     | |                                 |
| Am Burghang              | Oberaden     | |                                 |
| Am Dreischen             | Bergkamen    | |                                 |
| Am Friedrichsberg        | Bergkamen    | |                                 |
| Am Geistbaum             | Overberge    | |                                 |
| Am Goldbach              | Overberge    | |                                 |
| Am Hagen                 | Oberaden     | |                                 |
| Am Hauptfriedhof         | Weddinghofen | Hauptfriedhof der Stadt Bergkamen |                                 |
| Am Himmeldieck           | Bergkamen    | |                                 |
| Am Hohen Kamp            | Oberaden     | |                                 |
| Am Holl                  | Bergkamen    | |                                 |
| Am Kastellgraben         | Oberaden     | Graben des Römerlagers Oberaden |                                 |
| Am Kiwitt                | Bergkamen    | Schacht Grillo 3 der Zeche Monopol, genannt Kiwitt (plattdeutsch für Kiebitz, am ehem. Standort des Schachtes einst häufig vorkommende Vogelart) |                                 |
| Am Kobbeloh              | Overberge    | |                                 |
| Am Kreiloh               | Oberaden     | |                                 |
| Am Kuhbach               | Overberge    | Kuhbach, rechter Zufluss der Seseke |                                 |
| Am Kulver                | Bergkamen    | |                                 |
| Am Landwehrpark          | Rünthe       | Landwehr, Umfriedung von Siedlungsgebieten |                                 |
| Am Langen Kamp           | Weddinghofen | Kamp, westf. Bezeichnung für ein eingefriedetes Stück Land                                                                                       | K 9                             |
| Am Osttor                | Oberaden     | Osttor des Römerlagers Oberaden |                                 |
| Am Roggenkamp            | Bergkamen    | Roggen, Getreideart |                                 |
| Am Romberger Wald        | Overberge    | Romberger Wald, Waldgebiet; vormals im Eigentum des Adelsgeschlechts Romberg                                                                     |                                 |
| Am Römerberg             | Oberaden     | Römerberg; Anhöhe, auf welcher das Römerlager Oberaden erbaut wurde                                                                              |                                 |
| Am Römerlager            | Rünthe       | Römisches Militärlager, befand sich nicht in Rünthe                                                                                              | umbenannt in An der Bummansburg |
| Am Schlagbaum            | Overberge    | |                                 |
| Am Schlehdorn            | Bergkamen    | Schlehdorn, Pflanzenart |                                 |
| Amselstraße              | Weddinghofen | Amsel, Vogelart |                                 |
| Am Sportplatz            | Bergkamen    | Sportplatz des FC TuRa Bergkamen |                                 |
| Am Stadion               | Bergkamen    | Nordbergstadion |                                 |
| Am Stadtmarkt            | Bergkamen    | Marktplatz der Stadt Bergkamen |                                 |
| Am Südhang               | Weddinghofen | |                                 |
| Am Südtor                | Oberaden     | Südtor des Römerlagers Oberaden |                                 |
| Am Wieckenbusch          | Oberaden     | |                                 |
| Am Wiehagen              | Bergkamen    | |                                 |
| An den Stapeläckern      | Oberaden     | |                                 |
| An der Bummansburg       | Rünthe       | Bummansburg, frühere Burganlage |                                 |
| An der Dorndelle         | Heil         | |                                 |
| An der Gänsekuhle        | Weddinghofen | Gänse, Unterfamilie der Entenvögel |                                 |
| An der Kirche            | Rünthe       | Herz-Jesu-Kirche, Rünthe |                                 |
| An der Lanver            | Bergkamen    | Landwehr (Lanver), Umfriedung von Siedlungsgebieten                                                                                              |                                 |
| An der Schützenheide     | Bergkamen    | Schützenheide, Schützenplatz des Schützenvereins Kamen 1820 e.V., eingerichtet 1820 als Übungsplatz des Bürger-Schützencorps Kamen               |                                 |
| An der Seseke            | Oberaden     | Seseke, linksseitiger Nebenfluss der Lippe |                                 |
| Anne-Frank-Straße        | Bergkamen    | Anne Frank, jüdisches deutsches Mädchen, das dem Holocaust zum Opfer fiel                                                                        |                                 |
| Anton-Schmaus-Straße     | Bergkamen    | Anton Schmaus, Opfer des NS-Regimes |                                 |
| Asternweg                | Overberge    | Astern, Pflanzengattung |                                 |
| Auf dem Braam            | Bergkamen    | |                                 |
| Auf dem Pfahl            | Bergkamen    | |                                 |
| Auf den Birken           | Oberaden     | Birken, Pflanzengattung |                                 |
| Auf den Goldäckern       | Oberaden     | |                                 |
| Auf den Sieben Stücken   | Oberaden     | |                                 |
| Auf der Alm              | Bergkamen    | Bayernalm; Vereinsheim des Bayern- und Gebirgstrachtenvereins „Bavaria Bergkamen“ e.V., gegründet von bayerischen Zuwanderern                    |                                 |
| Auf der Klause           | Bergkamen    | Klause, Engpass; Anspielung auf bayerische Landschaften                                                                                          |                                 |
| Auf der Lette            | Oberaden     | |                                 |
| Auf der Mittelhorst      | Weddinghofen | |                                 |
| Auf der Worth            | Bergkamen    | |                                 |
| Augustastraße            | Bergkamen    | Auguste Viktoria, deutsche Kaiserin |                                 |
| August-Bebel-Straße      | Bergkamen    | August Bebel, deutscher Politiker |                                 |
| August-Schmidt-Straße    | Bergkamen    | August Schmidt, deutscher Politiker, Opfer des NS-Regimes                                                                                        |                                 |
| Augustusstraße           | Oberaden     | Augustus, erster römischer Kaiser |                                 |
| Augustweg                | Bergkamen    | August, achter Monat im Kalenderjahr |                                 |

## B
| Straßenname                | Stadtteil    | Herleitung                                                          | Bemerkungen                                 |
| -------------------------- | ------------ | ------------------------------------------------------------------- | ------------------------------------------- |
| Bachstraße                 | Weddinghofen | Kuhbach, Nebenfluss der Seseke; verläuft fast parallel zur Straße   |                                             |
| Bahnhofstraße              | Oberaden     | ehemaliger Bahnhof Oberaden                                         |                                             |
| Bambergstraße              | Bergkamen    | Bamberg, Stadt in Oberfranken                                       | K 9 ab 97, 98                               |
| Barbarastraße              | Oberaden     | Barbara von Nikomedien, Schutzpatronin der Bergleute                |                                             |
| Bayernweg                  | Oberaden     | Bayern, deutsches Land                                              |                                             |
| Bergstraße                 | Bergkamen    |                                                                     |                                             |
| Berliner Straße            | Weddinghofen | Berlin, Hauptstadt Deutschlands                                     |                                             |
| Bernhard-Letterhaus-Straße | Bergkamen    | Bernhard Letterhaus, deutscher Politiker und Opfer des NS-Regimes   |                                             |
| Bertha-von-Suttner-Straße  | Rünthe       | Bertha von Suttner, österreichische Pazifistin und Schriftstellerin |                                             |
| Bertolt-Brecht-Straße      | Bergkamen    | Bertolt Brecht, deutscher Dramatiker                                |                                             |
| Beverstraße                | Rünthe       | Beverbach, Zufluss des Beversees                                    | bis 1965 Waldstraße                         |
| Binsenheide                | Weddinghofen | Binsen, Pflanzengattung                                             |                                             |
| Birkenweg                  | Weddinghofen | Birken, Pflanzengattung                                             |                                             |
| Bogenstraße                | Bergkamen    |                                                                     |                                             |
| Böggefeld                  | Rünthe       |                                                                     | benannt nach dem früheren Hof Schulte-Bögge |
| Brandenburger Straße       | Oberaden     | Brandenburg, deutsches Land                                         |                                             |
| Breslauer Straße           | Weddinghofen | Breslau, Stadt in Niederschlesien, Polen                            |                                             |
| Brockhausstraße            | Bergkamen    | Carl Brockhaus, Volksschullehrer und Verlagsgründer                 |                                             |
| Bruktererstraße            | Oberaden     | Brukterer, germanischer Stamm                                       |                                             |
| Buchenweg                  | Bergkamen    | Buchen, Pflanzengattung                                             |                                             |
| Buchfinkenstraße           | Weddinghofen | Buchfink, Vogelart                                                  | bis 1965 Heidestraße                        |
| Buchweizenkamp             | Heil         | Buchweizen, Pflanzengattung                                         |                                             |
| Buckenstraße               | Weddinghofen |                                                                     | K 9                                         |
| Burgemeisterweg            | Overberge    |                                                                     |                                             |
| Burgstraße                 | Oberaden     |                                                                     |                                             |
| Büscherstraße              | Bergkamen    |                                                                     |                                             |

## C
| Straßenname               | Stadtteil | Herleitung                                                              | Bemerkungen |
| ------------------------- | --------- | ----------------------------------------------------------------------- | ----------- |
| Carl-von-Ossietzky-Straße | Bergkamen | Carl von Ossietzky, deutscher Journalist und Pazifist, Nobelpreisträger |             |
| Carl-Zuckmayer-Straße     | Bergkamen | Carl Zuckmayer, deutscher Schriftsteller                                |             |
| Celler Straße             | Oberaden  | Celle, Stadt in Niedersachsen                                           |             |
| Cheruskerstraße           | Oberaden  | Cherusker, germanischer Volksstamm                                      |             |

## D
| Straßenname                | Stadtteil    | Herleitung                                             | Bemerkungen |
| -------------------------- | ------------ | ------------------------------------------------------ | ----------- |
| Dahlienhof                 | Oberaden     | Dahlien, Pflanzengattung                               |             |
| Danziger Straße            | Oberaden     | Danzig, Stadt in Pommern, Polen                        |             |
| Dietrich-Bonhoeffer-Straße | Bergkamen    | Dietrich Bonhoeffer, deutscher Theologe                |             |
| Distelfinkstraße           | Weddinghofen | Distelfink, Vogelart (Stieglitz)                       |             |
| Dorfstraße                 | Heil         |                                                        |             |
| Drei Finken                | Overberge    |                                                        |             |
| Dresdener Straße           | Oberaden     | Dresden, Hauptstadt des Landes Sachsen                 |             |
| Droste-Hülshoff-Straße     | Weddinghofen | Annette von Droste-Hülshoff, deutsche Schriftstellerin |             |
| Drususstraße               | Oberaden     | Drusus, römischer Heerführer                           |             |

## E
| Straßenname                    | Stadtteil    | Herleitung                                                       | Bemerkungen                                                                               |
| ------------------------------ | ------------ | ---------------------------------------------------------------- | ----------------------------------------------------------------------------------------- |
| Ebertstraße                    | Bergkamen    | Friedrich Ebert, deutscher Reichspräsident                       | von 1933 bis 1945 Adolf-Hitler-Straße                                                     |
| Efeuweg                        | Overberge    | Efeu, Pflanzengattung                                            |                                                                                           |
| Eibenweg                       | Weddinghofen | Eiben, Pflanzengattung                                           |                                                                                           |
| Eichendorffstraße              | Bergkamen    | Joseph von Eichendorff, deutscher Schriftsteller                 |                                                                                           |
| Eichenplatz                    | Bergkamen    | Eichen, Pflanzengattung                                          |                                                                                           |
| Elsa-Brandström-Straße         | Bergkamen    | Elsa Brändström, schwedische Philanthropin                       | ursprüngliche übliche Schreibweise Brandström                                             |
| Emilie-Winkelmann-Straße       | Rünthe       | Emilie Winkelmann, erste freiberufliche Architektin Deutschlands |                                                                                           |
| Emil-Nolde-Straße              | Bergkamen    | Emil Nolde, deutscher Maler                                      |                                                                                           |
| Emsenweg                       | Weddinghofen | Emsen, altes Wort für Ameisen, Insektenfamilie                   |                                                                                           |
| Erich-Kästner-Straße           | Bergkamen    | Erich Kästner, deutscher Schriftsteller                          |                                                                                           |
| Erich-Ollenhauer-Straße        | Bergkamen    | Erich Ollenhauer, deutscher Politiker                            | 7, 8–10; K 16                                                                             |
| Erich-Ollenhauer-Straße        | Weddinghofen | Erich Ollenhauer, deutscher Politiker                            | 13–91, 30–92; K 16                                                                        |
| Erich-Ollenhauer-Straße        | Oberaden     | Erich Ollenhauer, deutscher Politiker                            | 102A–122, 103–135; K 16                                                                   |
| Erlentiefenstraße              | Overberge    | Standort der Erlen                                               | bis 1933 Rünthener Weg; bis 1945 Adolf-Hitler-Straße; bis 1966 Rünthener Weg              |
| Erlenweg                       | Bergkamen    | Erlen, Pflanzengattung                                           |                                                                                           |
| Ernst-Heilmann-Straße          | Bergkamen    | Ernst Heilmann, deutscher Politiker, NS-Opfer                    |                                                                                           |
| Ernst-Reuter-Straße            | Weddinghofen | Ernst Reuter, Berliner Oberbürgermeister                         |                                                                                           |
| Ernst-Schering-Straße          | Weddinghofen | Ernst Christian Friedrich Schering, deutscher Industrieller      | 1–5; früher Töddinghauser Straße 205–209                                                  |
| Ernst-Schering-Straße          | Bergkamen    | Ernst Christian Friedrich Schering, deutscher Industrieller      | 6–14; 6 früher Töddinghauser Straße 200 und 14 früher Waldweg 4                           |
| Ernst-von-Bodelschwingh-Straße | Weddinghofen | Ernst von Bodelschwingh, preußischer Staatsminister              | Gewerpepark an der A 2                                                                    |
| Erzbergerstraße                | Bergkamen    | Matthias Erzberger, deutscher Publizist und Politiker            | bis 1933 Erzbergerstraße; bis 1938 Hermann-Göring-Straße; bis 1945 Dietrich-Eckart-Straße |
| Eschenweg                      | Weddinghofen | Eschen, Pflanzengattung                                          |                                                                                           |
| Espenweg                       | Weddinghofen | Espe, Pflanzenart (auch Zitterpappel)                            |                                                                                           |

## F
| Straßenname                | Stadtteil    | Herleitung                                                                     | Bemerkungen                                                                            |
| -------------------------- | ------------ | ------------------------------------------------------------------------------ | -------------------------------------------------------------------------------------- |
| Fäustelstraße              | Rünthe       | Fäustel, Schlagwerkzeug                                                        |                                                                                        |
| Feldstraße                 | Rünthe       |                                                                                |                                                                                        |
| Fichtenstraße              | Bergkamen    | Fichten, Pflanzengattung                                                       |                                                                                        |
| Finkenstraße               | Oberaden     | Finken, Vogelfamilie                                                           |                                                                                        |
| Fliederweg                 | Overberge    | Flieder, Pflanzengattung                                                       |                                                                                        |
| Flöz Dickebank             | Rünthe       | Flözbezeichnung in Kohlengrube                                                 |                                                                                        |
| Föhrenweg                  | Bergkamen    | Föhren, Pflanzengattung (Kiefern)                                              |                                                                                        |
| Freiherr-vom-Stein-Straße  | Oberaden     | Heinrich Friedrich Karl vom und zum Stein, preußischer Staatsmann und Reformer |                                                                                        |
| Freiligrathstraße          | Weddinghofen | Ferdinand Freiligrath, deutscher Lyriker                                       |                                                                                        |
| Friedenstraße              | Oberaden     |                                                                                |                                                                                        |
| Friedhofstraße             | Overberge    | Friedhof Overberge                                                             | bis 1933 Kirchhofsweg; bis 1945 Hermann-Göring-Straße                                  |
| Friedrich-Ebert-Platz      | Rünthe       | Friedrich Ebert, deutscher Reichspräsident                                     | bis 1933 Friedrich-Ebert-Platz; bis 1934 Hindenburg-Platz; bis 1945 Adolf-Hitler-Platz |
| Friedrich-Goerdeler-Straße | Bergkamen    | Carl Friedrich Goerdeler, Jurist und Widerstandskämpfer                        |                                                                                        |
| Fritz-Erler-Straße         | Weddinghofen | Fritz Erler, deutscher Politiker                                               |                                                                                        |
| Fritz-Husemann-Straße      | Bergkamen    | Fritz Husemann, deutscher Gewerkschafter und Politiker                         | K 16                                                                                   |
| Fritz-Steinhoff-Straße     | Weddinghofen | Fritz Steinhoff, Ministerpräsident des Landes Nordrhein-Westfalen              |                                                                                        |
| Fürstenhof                 | Rünthe       | Fürstenhof, historischer Begriff                                               |                                                                                        |

## G
| Straßenname               | Stadtteil    | Herleitung                                                                                     | Bemerkungen                                  |
| ------------------------- | ------------ | ---------------------------------------------------------------------------------------------- | -------------------------------------------- |
| Gänseweg                  | Overberge    | Gänse, Unterfamilie der Entenvögel                                                             |                                              |
| Gartensiedlung            | Bergkamen    | Gartensiedlung der Zeche Monopol; Bergarbeitersiedlung                                         |                                              |
| Gartenstraße              | Rünthe       |                                                                                                |                                              |
| Gedächtnisstraße          | Weddinghofen | Gedächtnis, in Erinnerung an das Grubenunglück 1946 auf der Zeche Monopol Schacht Grimberg 3/4 |                                              |
| Gerhart-Hauptmann-Straße  | Weddinghofen | Gerhart Hauptmann, deutscher Schriftsteller, Nobelpreisträger                                  |                                              |
| Germanenweg               | Oberaden     | Germanen, ehemalige Stämme in Mitteleuropa und Skandinavien                                    |                                              |
| Geschwister-Scholl-Straße | Bergkamen    | Geschwister Scholl, deutsche Widerstandskämpfer                                                |                                              |
| Gewerbestraße             | Rünthe       |                                                                                                |                                              |
| Ginsterweg                | Overberge    | Ginster, Pflanzengattung                                                                       |                                              |
| Gladiolenweg              | Overberge    | Gladiolen, Pflanzengattung                                                                     |                                              |
| Glückaufstraße            | Rünthe       | Glückauf, Bergmannsgruß                                                                        |                                              |
| Goekenheide               | Weddinghofen |                                                                                                | 2–50, 3–59; K 9 bis 13, 18, L 664 ab 19, 30  |
| Goekenheide               | Oberaden     | 79; L 664; bis ca. 2000 Lünener Straße 2                                                       |                                              |
| Goethestraße              | Weddinghofen | Johann Wolfgang von Goethe, deutscher Dichter                                                  |                                              |
| Görlitzer Straße          | Bergkamen    | Görlitz, Stadt in Sachsen                                                                      |                                              |
| Graf-Adolf-Straße         | Oberaden     | Graf Adolf II. von der Mark                                                                    |                                              |
| Grenzstraße               | Rünthe       |                                                                                                | von 1933 bis 1945 Johann-Philipp-Palm-Straße |
| Grimberg                  | Weddinghofen | Auf dem Gelände der ehemaligen Zeche Monopol Schacht Grimberg 3/4                              |                                              |
| Grüner Weg                | Weddinghofen |                                                                                                |                                              |
| Grüner Winkel             | Rünthe       |                                                                                                |                                              |
| Güldenhauptsheide         | Bergkamen    | Heide, Landschaftstyp                                                                          |                                              |
| Gustav-Heinemann-Straße   | Rünthe       | Gustav Heinemann, deutscher Bundespräsident                                                    |                                              |
| Gute-Hoffnung-Straße      | Oberaden     |                                                                                                |                                              |
| Gutsweg                   | Overberge    | Weg zum Haus Reck                                                                              |                                              |

## H
| Straßenname              | Stadtteil    | Herleitung                                                                             | Bemerkungen                           |
| ------------------------ | ------------ | -------------------------------------------------------------------------------------- | ------------------------------------- |
| Hafenstraße              | Oberaden     | ehemaliger Hafen der ZecheHaus Aden                                                    |                                       |
| Hafenweg                 | Rünthe       | Marina Rünthe; Yachthafen, ehemaliger Hafen der Zeche Werne                            |                                       |
| Haferkamp                | Overberge    | Hafer, Pflanzengattung                                                                 |                                       |
| Hahnenpatt               | Overberge    |                                                                                        |                                       |
| Haldenweg                | Weddinghofen | Halde Großes Holz, rekultivierte Bergehalde                                            |                                       |
| Hammer Straße            | Overberge    | Straße nach Hamm                                                                       | 84–126, 91–111; L 654                 |
| Hanenstraße              | Weddinghofen |                                                                                        |                                       |
| Hansastraße              | Overberge    | Hansa, latinisierte Form von Hanse                                                     | K 17                                  |
| Hans-Böckler-Straße      | Oberaden     | Hans Böckler, deutscher Politiker und Gewerkschafter                                   | 1–19, 2–20                            |
| Hans-Böckler-Straße      | Heil         | Hans Böckler, deutscher Politiker und Gewerkschafter                                   | 21–25, 22–26                          |
| Hansemannstraße          | Bergkamen    | Adolph von Hansemann, deutscher Unternehmer und Bankier                                |                                       |
| Hans-Litten-Straße       | Bergkamen    | Hans Litten, deutscher Rechtsanwalt und NS-Opfer                                       |                                       |
| Hardenbergstraße         | Oberaden     | Karl August von Hardenberg, preußischer Staatskanzler                                  |                                       |
| Häupenweg                | Weddinghofen |                                                                                        | K 9                                   |
| Heckenweg                | Bergkamen    | Hecke, Aufwuchs stark verzweigter Sträucher                                            |                                       |
| Hegelstraße              | Bergkamen    | Georg Wilhelm Friedrich Hegel, deutscher Philosoph                                     |                                       |
| Heidestraße              | Rünthe       | Heide, Landschaftstyp                                                                  | von 1933 bis 1945 Schlageterstraße    |
| Heideweg                 | Oberaden     | Heide, Landschaftstyp                                                                  |                                       |
| Heiler Kirchweg          | Oberaden     | Straße nach Heil (Kirchweg)                                                            |                                       |
| Heinestraße              | Weddinghofen | Heinrich Heine, deutscher Dichter und Schriftsteller                                   |                                       |
| Heinrich-Deist-Straße    | Weddinghofen | Heinrich Deist, Ministerpräsident des Freistaates Anhalt                               |                                       |
| Heinrich-Imig-Straße     | Oberaden     | Heinrich Imig, deutscher Politiker                                                     |                                       |
| Heinrich-Jasper-Straße   | Bergkamen    | Heinrich Jasper, Ministerpräsident des Freistaates Braunschweig                        |                                       |
| Heinrich-Kämpchen-Straße | Bergkamen    | Heinrich Kämpchen, deutscher Arbeiterdichter                                           |                                       |
| Heinrich-Lersch-Straße   | Oberaden     | Heinrich Lersch, deutscher Arbeiterdichter                                             |                                       |
| Heinrich-Mann-Straße     | Bergkamen    | Heinrich Mann, deutscher Schriftsteller                                                |                                       |
| Heinrich-Martin-Straße   | Bergkamen    | Heinrich Martin, deutscher Schriftsteller                                              |                                       |
| Heinrichstraße           | Bergkamen    |                                                                                        | von 1933 bis 1945 Hindenburgstraße    |
| Hellweg                  | Rünthe       | Hellweg, wichtige Durchgangsstraße                                                     | bis 1910 Kreisstraße                  |
| Helmstedter Straße       | Oberaden     | Helmstedt, Stadt in Niedersachsen                                                      |                                       |
| Herbert-Reiss-Straße     | Bergkamen    |                                                                                        |                                       |
| Hermann-Hesse-Straße     | Weddinghofen | Hermann Hesse, Schriftsteller und Maler                                                |                                       |
| Hermann-Löns-Straße      | Weddinghofen | Hermann Löns, deutscher Heimatdichter                                                  |                                       |
| Hermann-Stehr-Straße     | Oberaden     | Hermann Stehr, deutscher Schriftsteller                                                |                                       |
| Hermannstraße            | Oberaden     |                                                                                        |                                       |
| Hessenweg                | Oberaden     | Hessen, deutsches Land                                                                 |                                       |
| Hilda-Monte-Straße       | Bergkamen    | Hilde Meisel, Deckname Hilda Monte, österreichische Sozialistin und Publizistin        |                                       |
| Hochstraße               | Bergkamen    |                                                                                        |                                       |
| Hoeterstraße             | Bergkamen    |                                                                                        |                                       |
| Hof Lethaus              | Overberge    | Hof Lethaus, landwirtschaftliches Anwesen                                              |                                       |
| Hof Theiler              | Overberge    | Hof Theiler, landwirtschaftliches Anwesen                                              |                                       |
| Hohlweg                  | Overberge    |                                                                                        |                                       |
| Hubert-Biernat-Straße    | Weddinghofen | Hubert Biernat, Landrat, Regierungspräsident und nordrhein-westfälischer Innenminister | 1–11L, 6–14                           |
| Hubert-Biernat-Straße    | Bergkamen    | Hubert Biernat, Landrat, Regierungspräsident und nordrhein-westfälischer Innenminister | 21–23, 22–28; bis 1967 Friedhofstraße |
| Hubertusstraße           | Oberaden     | Hubertus von Lüttich, Heiliger und Schutzpatron der Jäger                              |                                       |
| Hüchtstraße              | Oberaden     | Hucht, plattdeutsch für Staude oder Strauch                                            |                                       |
| Hünenpad                 | Oberaden     | Hüne, besonders großer und kräftiger Mann                                              | Besonderheit bei den Hausnummern: 10X |

## I
| Straßenname         | Stadtteil    | Herleitung                                                         | Bemerkungen            |
| ------------------- | ------------ | ------------------------------------------------------------------ | ---------------------- |
| Im Alten Dorf       | Weddinghofen | ursprünglicher Kern des Dorfs Weddinghofen                         |                        |
| Im Breil            | Bergkamen    |                                                                    |                        |
| Im Burkamp          | Weddinghofen |                                                                    |                        |
| Im Grevelnkamp      | Bergkamen    |                                                                    |                        |
| Im Grund            | Rünthe       |                                                                    |                        |
| Im Hafer            | Rünthe       | Hafer, Pflanzengattung                                             |                        |
| Im Hasenrott        | Bergkamen    | Hasen, Säugetierfamilie                                            |                        |
| Im Kattros          | Oberaden     |                                                                    |                        |
| Im Kreigenfeld      | Bergkamen    |                                                                    |                        |
| Immenweg            | Weddinghofen | Imme, Insektenart (Westliche Honigbiene)                           |                        |
| Im Schulkamp        | Oberaden     |                                                                    |                        |
| Im Sonneneck        | Weddinghofen |                                                                    |                        |
| Im Stollen          | Rünthe       | Stollen, waagerechter unterirdischer Gang (Bergbau)                |                        |
| Im Sundern          | Oberaden     |                                                                    |                        |
| Im Winkel           | Bergkamen    |                                                                    |                        |
| In den Kämpen       | Bergkamen    |                                                                    |                        |
| In der Aue          | Bergkamen    |                                                                    |                        |
| In der City         | Weddinghofen | nach der Stadtgründung angelegte neue Innenstadt                   |                        |
| In der Dille        | Rünthe       | Dill, Pflanzenart                                                  |                        |
| In der Dornbrauck   | Oberaden     |                                                                    |                        |
| In der Schlenke     | Oberaden     |                                                                    |                        |
| In der Siedlung     | Rünthe       |                                                                    |                        |
| Industriestraße     | Rünthe       | Angelegt zur Erschließung der Industriegebiete im Stadtteil Rünthe | 1–39, 10–44; K 16      |
| Industriestraße     | Overberge    | Angelegt zur Erschließung der Industriegebiete im Stadtteil Rünthe | 100–110, 103–109; K 16 |
| In Schulten Böcken  | Bergkamen    |                                                                    |                        |
| Insterburger Straße | Bergkamen    | Insterburg                                                         |                        |
| Irisweg             | Overberge    | Iris, Pflanzengattung (Schwertlilien)                              |                        |

## J
| Straßenname          | Stadtteil | Herleitung                                                      | Bemerkungen             |
| -------------------- | --------- | --------------------------------------------------------------- | ----------------------- |
| Jahnstraße           | Oberaden  | Friedrich Ludwig Jahn, „Turnvater“                              | 1–135, 4–116; L 821     |
| Jahnstraße           | Heil      | Friedrich Ludwig Jahn, „Turnvater“                              | 141–161, 140–164; L 821 |
| Johann-Heuser-Straße | Bergkamen |                                                                 |                         |
| Julius-Leber-Straße  | Bergkamen | Julius Leber, deutscher Politiker und NS-Opfer                  |                         |
| Justus-Liebig-Straße | Bergkamen | Justus von Liebig, deutscher Chemiker und Universitätsprofessor |                         |

## K
| Straßenname            | Stadtteil    | Herleitung | Bemerkungen                                                                   |
| ---------------------- | ------------ | --- | ----------------------------------------------------------------------------- |
| Kamer Heide            | Overberge    | Kamen, Nachbarstadt Bergkamens, Heide, Landschaftstyp                                                                                                   |                                                                               |
| Kampstraße             | Weddinghofen | Kamp, plattdeutsch für Feld |                                                                               |
| Kanalstraße            | Rünthe       | Datteln-Hamm-Kanal | von 1933 bis 1945 Bismarckstraße                                              |
| Kantstraße             | Oberaden     | Immanuel Kant, deutscher Philosoph |                                                                               |
| Karl-Arnold-Straße     | Bergkamen    | Karl Arnold, nordrhein-westfälischer Ministerpräsident                                                                                                  |                                                                               |
| Karl-Liebknecht-Straße | Bergkamen    | Karl Liebknecht, deutscher Politiker | bis 1933 Hindenburgstraße; bis 1945 Von-Epp-Straße; bis 1946 Hindenburgstraße |
| Karolinenweg           | Overberge    | |                                                                               |
| Kastanienweg           | Bergkamen    | Kastanien, Pflanzengattung |                                                                               |
| Käthe-Kollwitz-Straße  | Bergkamen    | Käthe Kollwitz, deutsche Graphikerin, Malerin und Bildhauerin                                                                                           |                                                                               |
| Keplerstraße           | Bergkamen    | Johannes Kepler, Mathematiker und Astronom |                                                                               |
| Kettelersiedlung       | Rünthe       | Wilhelm Emmanuel von Ketteler, deutscher Bischof (Arbeiterbischof)                                                                                      |                                                                               |
| Kiefernweg             | Bergkamen    | Kiefern, Pflanzengattung |                                                                               |
| Kleiststraße           | Oberaden     | Heinrich von Kleist, deutscher Dichter und Publizist |                                                                               |
| Kleiweg                | Weddinghofen | |                                                                               |
| Klöcknerbahnweg        | Overberge    | verläuft auf der Trasse einer ehemaligen Grubenanschlussbahn zwischen Zeche Königsborn und Zeche Werne, beide zeitweise im Besitz der Klöckner-Werke AG |                                                                               |
| Knappenstraße          | Rünthe       | Knappe, ehemalige Berufsbezeichnung im Bergbau, mit einem Gesellen vergleichbar                                                                         |                                                                               |
| Kohortenstraße         | Oberaden     | Kohorte, militärische Einheit bei den Römern |                                                                               |
| Königsberger Straße    | Weddinghofen | Königsberg |                                                                               |
| Königslandwehr         | Oberaden     | Landwehr, Umfriedung von Siedlungsgebieten | 1–65C (ohne 41, 43), 20–68                                                    |
| Königslandwehr         | Heil         | Landwehr, Umfriedung von Siedlungsgebieten | 67–139, 80–118                                                                |
| Königstraße            | Overberge    | |                                                                               |
| Konrad-Adenauer-Straße | Weddinghofen | Konrad Adenauer, deutscher Bundeskanzler |                                                                               |
| Koppelstraße           | Bergkamen    | |                                                                               |
| Körnerstraße           | Bergkamen    | Theodor Körner, deutscher Schriftsteller |                                                                               |
| Kreisstraße            | Rünthe       | Straße in der Trägerschaft eines Kreises (Straßenklasse)                                                                                                |                                                                               |
| Kugelbrink             | Bergkamen    | |                                                                               |
| Kurt-Piehl-Straße      | Bergkamen    | Kurt Piehl, Mitglied der Dortmunder Edelweißpiraten |                                                                               |
| Kurt-Schumacher-Platz  | Bergkamen    | Kurt Schumacher, deutscher Politiker |                                                                               |
| Kurt-Schwitters-Straße | Bergkamen    | Kurt Schwitters, deutscher Künstler |                                                                               |
| Kurt-Tucholsky-Straße  | Bergkamen    | Kurt Tucholsky, deutscher Journalist und Schriftsteller                                                                                                 |                                                                               |
| Kurzer Kamp            | Overberge    | |                                                                               |
| Kurze Straße           | Oberaden     | |                                                                               |

## L
| Straßenname            | Stadtteil    | Herleitung                                                      | Bemerkungen                                     |
| ---------------------- | ------------ | --------------------------------------------------------------- | ----------------------------------------------- |
| Landwehrstraße         | Bergkamen    | Landwehr, Umfriedung von Siedlungsgebieten                      | 2–84, 5–55; L 664                               |
| Landwehrstraße         | Overberge    | Landwehr, Umfriedung von Siedlungsgebieten                      | 101–163, 104–172; L 664                         |
| Lanfermannteich        | Overberge    |                                                                 |                                                 |
| Lassallestraße         | Bergkamen    | Ferdinand Lassalle, deutscher Schriftsteller und Politiker      | von 1933 bis 1945 Schlageterstraße              |
| Legienstraße           | Bergkamen    | Carl Legien, deutscher Gewerkschafter                           | von 1933 bis 1945 Goebbelsstraße                |
| Legionärstraße         | Oberaden     | Legionär, Soldat einer römischen Legion                         |                                                 |
| Leibnizstraße          | Bergkamen    | Gottfried Wilhelm Leibniz, deutscher Philosoph und Mathematiker | bis 1933 Rathenaustraße; bis 1945 Blücherstraße |
| Leipziger Straße       | Oberaden     | Leipzig, Großstadt in Sachsen                                   |                                                 |
| Lentstraße             | Bergkamen    |                                                                 |                                                 |
| Lerchenstraße          | Oberaden     | Lerchen, Vogelfamilie                                           |                                                 |
| Lessingstraße          | Bergkamen    | Gotthold Ephraim Lessing, deutscher Dichter                     |                                                 |
| Lilienhof              | Oberaden     | Lilien, Pflanzengattung                                         |                                                 |
| Lindenweg              | Weddinghofen | Linden, Pflanzengattung                                         |                                                 |
| Lise-Meitner-Straße    | Rünthe       | Lise Meitner, österreichische Kernphysikerin                    |                                                 |
| Lothar-Erdmann-Straße  | Bergkamen    | Lothar Erdmann, deutscher Journalist und NS-Opfer               |                                                 |
| Louise-Schröder-Straße | Weddinghofen | Louise Schroeder, Berliner Oberbürgermeisterin                  | fehlerhafte Schreibung                          |
| Ludwig-Beck-Straße     | Bergkamen    |                                                                 |                                                 |
| Lünener Straße         | Weddinghofen | Straße nach Lünen                                               | 1; L 654                                        |
| Lünener Straße         | Oberaden     | Straße nach Lünen                                               | 3–75, 16–116; L 654                             |
| Lupinenweg             | Overberge    | Lupinen, Pflanzengattung                                        |                                                 |
| Lüttke Holz            | Weddinghofen | Lüttke Holz, kleiner Wald                                       |                                                 |

## M
| Straßenname          | Stadtteil    | Herleitung                                                                       | Bemerkungen |
| -------------------- | ------------ | -------------------------------------------------------------------------------- | ----------- |
| Maiweg               | Bergkamen    | Mai, fünfter Monat im Kalenderjahr                                               |             |
| Marie-Curie-Straße   | Rünthe       | Marie Curie, polnisch-französische Physikerin, Chemikerin und Nobelpreisträgerin |             |
| Marie-Juchacz-Straße | Bergkamen    | Marie Juchacz, deutsche Sozialreformerin und Frauenrechtlerin                    |             |
| Marktstraße          | Oberaden     | ehem. Marktplatz von Oberaden, heute Museumsplatz                                |             |
| Martin-Luther-Straße | Rünthe       | Martin Luther, deutscher Theologe                                                |             |
| Meisenstraße         | Weddinghofen | Meisen, Vogelfamilie                                                             |             |
| Mühlenstraße         | Oberaden     | alte Adener Mühle am Ende der Straße unmittelbar an der Seseke                   |             |

## N
| Straßenname           | Stadtteil | Herleitung                                            | Bemerkungen                                        |
| --------------------- | --------- | ----------------------------------------------------- | -------------------------------------------------- |
| Nachtigallenstraße    | Oberaden  | Nachtigall, Vogelart                                  |                                                    |
| Narzissenweg          | Overberge | Narzissen, Pflanzengattung                            |                                                    |
| Nelkenweg             | Overberge | Nelken, Pflanzengattung                               |                                                    |
| Nikolaus-Groß-Straße  | Bergkamen | Nikolaus Groß, deutscher christlicher Gewerkschafter  |                                                    |
| Nordfeldstraße        | Bergkamen |                                                       |                                                    |
| Nördliche Lippestraße | Heil      | Lippe, Fluss an der Grenze Bergkamens                 |                                                    |
| Nördliche Salzstraße  | Rünthe    |                                                       | bis zum Bau des Datteln-Hamm-Kanals nur Salzstraße |
| Nußbaumweg            | Bergkamen | Nussbaum, Pflanze aus der Familie der Walnussgewächse | fehlerhafte Schreibung                             |

## O
| Straßenname             | Stadtteil | Herleitung                                        | Bemerkungen |
| ----------------------- | --------- | ------------------------------------------------- | --- |
| Oberadener Heide        | Oberaden  | Heide, Landschaftstyp                             | |
| Obere Erlentiefenstraße | Overberge | Standort der Erlen                                | bis 1933 Rünthener Weg; bis 1945 Adolf-Hitler-Straße; bis 1966 Rünthener Weg; bis 1993 Erlentiefenstraße            |
| Opferweg                | Bergkamen |                                                   | bis 1933 Präsidentenstraße; bis 1938 Hohenzollernstraße; bis 1945 Hermann-Göring-Straße; bis 1946 Präsidentenstraße |
| Oppelner Straße         | Oberaden  | Oppeln, Hauptstadt der Woiwodschaft Oppeln, Polen | |
| Ostenfeldmark           | Overberge |                                                   | |
| Ostenhellweg            | Rünthe    | Hellweg, wichtige Durchgangsstraße                | L 736 |
| Otto-Hue-Straße         | Bergkamen | Otto Hue, deutscher Gewerkschafter und Politiker  | von 1933 bis 1945 Horst-Wessel-Straße                                                                               |
| Otto-Wels-Straße        | Rünthe    | Otto Wels, deutscher Politiker                    | bis 1965 Landwehrstraße                                                                                             |
| Overberger Straße       | Rünthe    | Straße nach Overberge                             | ursprünglich Kaiserstraße, von 1933 bis 1945 Adolf-Hitler-Straße; 2–76, 1–67                                        |
| Overberger Straße       | Overberge | Straße nach Overberge                             | 93–131 |

## P
| Straßenname       | Stadtteil    | Herleitung                                              | Bemerkungen                                                                             |
| ----------------- | ------------ | ------------------------------------------------------- | --------------------------------------------------------------------------------------- |
| Pantenweg         | Oberaden     | Pante, ehem. Landgut                                    | 4–28, 7–39                                                                              |
| Pantenweg         | Weddinghofen | Pante, ehem. Landgut                                    | 36                                                                                      |
| Pappelweg         | Weddinghofen | Pappeln, Pflanzengattung                                |                                                                                         |
| Parkstraße        | Bergkamen    | Stadtpark zwischen Park- und Erich-Ollenhauer-Straße    |                                                                                         |
| Paul-Klee-Straße  | Bergkamen    | Paul Klee, deutscher Maler und Grafiker                 |                                                                                         |
| Paul-Zech-Straße  | Bergkamen    | Paul Zech, deutscher Schriftsteller                     |                                                                                         |
| Pestalozzistraße  | Bergkamen    | Johann Heinrich Pestalozzi, Schweizer Pädagoge          | bis 1965 Schulstraße; bis 2005 Am Wiehagen                                              |
| Pfälzer Platz     | Bergkamen    | Pfalz, eine Region in Rheinland-Pfalz                   |                                                                                         |
| Pfalzstraße       | Weddinghofen | Pfalz, eine Region in Rheinland-Pfalz                   |                                                                                         |
| Pommernweg        | Oberaden     | Pommern, Region in Nordostdeutschland und Nordwestpolen |                                                                                         |
| Potsdamer Straße  | Oberaden     | Potsdam, Landeshauptstadt von Brandenburg               |                                                                                         |
| Präsidentenstraße | Bergkamen    |                                                         | bis 1933 Präsidentenstraße; bis 1938 Hohenzollernstraße; bis 1945 Hermann-Göring-Straße |
| Preinstraße       | Oberaden     | Otto Prein, evangelischer Pfarrer und Amateurarchäöloge |                                                                                         |
| Preußenweg        | Oberaden     | Preußen, Land im Deutschen Reich                        |                                                                                         |

## Q
| Straßenname | Stadtteil | Herleitung | Bemerkungen |
| ----------- | --------- | ---------- | ----------- |
| Querstraße  | Rünthe    |            |             |

## R
| Straßenname          | Stadtteil    | Herleitung                                                 | Bemerkungen                                                                                   |
| -------------------- | ------------ | ---------------------------------------------------------- | --------------------------------------------------------------------------------------------- |
| Rathausplatz         | Bergkamen    | Rathaus                                                    |                                                                                               |
| Rathenaustraße       | Bergkamen    | Walther Rathenau, deutscher Politiker                      | von 1933 bis 1945 Blücherstraße                                                               |
| Reckweg              | Overberge    | Haus Reck, alter Adelssitz in Lerche                       |                                                                                               |
| Reinhold-Böhm-Straße | Bergkamen    | Reinhold Böhm, Radrennfahrer und Förderer des Radsports    |                                                                                               |
| Ringstraße           | Rünthe       |                                                            |                                                                                               |
| Roseggerstraße       | Weddinghofen | Peter Rosegger, österreichischer Schriftsteller            |                                                                                               |
| Rosenhof             | Oberaden     | Rosen, Pflanzengattung                                     |                                                                                               |
| Rosenweg             | Overberge    | Rosen, Pflanzengattung                                     |                                                                                               |
| Rotdornplatz         | Weddinghofen | Echter Rotdorn, Kulturformen des Zweigriffeligen Weißdorns |                                                                                               |
| Rotherbachstraße     | Oberaden     |                                                            | K 16                                                                                          |
| Rünther Heide        | Rünthe       | Heide, Landschaftstyp                                      |                                                                                               |
| Rünther Straße       | Rünthe       | Straße in Rünthe                                           | bis 1910 Heideweg, bis 1933 Schulstraße; bis 1945 Hermann-Göring-Straße; bis 1965 Schulstraße |
| Russelstraße         | Bergkamen    |                                                            |                                                                                               |

## S
| Straßenname          | Stadtteil    | Herleitung                                 | Bemerkungen                                        |
| -------------------- | ------------ | ------------------------------------------ | -------------------------------------------------- |
| Sachsenweg           | Oberaden     | Sachsen, deutsches Land                    |                                                    |
| Sandbochumer Weg     | Rünthe       | Straße nach Sandbochum                     | bis 1919 Moltkestraße                              |
| Sanddornweg          | Bergkamen    | Sanddorne, Pflanzengattung                 |                                                    |
| Schachtstraße        | Rünthe       | Schacht, senkrechter Grubenbau (Bergbau)   |                                                    |
| Schenkstraße         | Overberge    |                                            |                                                    |
| Schillerstraße       | Weddinghofen | Friedrich Schiller, deutscher Dichter      |                                                    |
| Schlägelstraße       | Rünthe       | Schlägel, Werkzeug                         |                                                    |
| Schlesierweg         | Oberaden     | Schlesien, Region in Mitteleuropa          |                                                    |
| Schöllerstraße       | Bergkamen    |                                            |                                                    |
| Schulstraße          | Weddinghofen | ehem. Albert-Schweitzer-Schule             |                                                    |
| Schwabenweg          | Oberaden     | Schwaben, Region im Süden Deutschlands     |                                                    |
| Schwarzer Weg        | Rünthe       |                                            |                                                    |
| Siedlerstraße        | Heil         |                                            |                                                    |
| Springweg            | Bergkamen    |                                            |                                                    |
| Stapelstraße         | Rünthe       |                                            |                                                    |
| Stichstraße          | Rünthe       |                                            | von 1933 bis 1945 Freiherr-vom-Stein-Straße        |
| Stormstraße          | Oberaden     | Theodor Storm, deutscher Schriftsteller    |                                                    |
| Stresemannstraße     | Bergkamen    | Gustav Stresemann, deutscher Reichskanzler | von 1933 bis 1945 Franz-Seidte-Straße              |
| Südliche Lippestraße | Heil         | Lippe, Fluss an der Stadtgrenze            | 1–15                                               |
| Südliche Lippestraße | Weddinghofen | Lippe, Fluss an der Stadtgrenze            | 6–8                                                |
| Südliche Salzstraße  | Rünthe       |                                            | bis zum Bau des Datteln-Hamm-Kanals nur Salzstraße |
| Südwall              | Oberaden     |                                            |                                                    |
| Sugambrerstraße      | Oberaden     | Sugambrer, westgermanischer Stamm          |                                                    |

## T
| Straßenname            | Stadtteil    | Herleitung                                                                                  | Bemerkungen            |
| ---------------------- | ------------ | ------------------------------------------------------------------------------------------- | ---------------------- |
| Tannenweg              | Bergkamen    | Tannen, Pflanzengattung                                                                     |                        |
| Taubenstraße           | Rünthe       | Tauben, Vogelfamilie                                                                        | bis 1965 Barbarastraße |
| Theodor-Haubach-Straße | Bergkamen    | Theodor Haubach, deutscher Journalist und Politiker, NS-Opfer                               |                        |
| Theodor-Heuss-Straße   | Weddinghofen | Theodor Heuss, erster deutscher Bundespräsident                                             |                        |
| Thüringer Weg          | Oberaden     | Thüringen, deutsches Land                                                                   |                        |
| Tiberiusweg            | Oberaden     | Tiberius, zweiter römischer Kaiser                                                          |                        |
| Töddinghauser Straße   | Bergkamen    | Haus Töddinghausen, ehemaliger Adelssitz auf dem Gebiet des heutigen Ortsteils Weddinghofen | 6–192                  |
| Töddinghauser Straße   | Weddinghofen | Haus Töddinghausen, ehemaliger Adelssitz auf dem Gebiet des heutigen Ortsteils Weddinghofen | 19–187                 |
| Tulpenhof              | Oberaden     | Tulpen, Pflanzengattung                                                                     |                        |
| Tulpenweg              | Overberge    | Tulpen, Pflanzengattung                                                                     |                        |
| Turmweg                | Weddinghofen |                                                                                             |                        |

## U
| Straßenname              | Stadtteil    | Herleitung                                  | Bemerkungen                                                                                              |
| ------------------------ | ------------ | ------------------------------------------- | --- |
| Uferstraße               | Oberaden     |                                             | |
| Uhlandstraße             | Weddinghofen | Ludwig Uhland, deutscher Dichter            | |
| Uhlenweg                 | Weddinghofen | Uhlen, Vogelordnung (Eulen)                 | |
| Ulmenweg                 | Bergkamen    | Ulmen, Pflanzengattung                      | |
| Unter den Telgen         | Weddinghofen | Telge, kleiner Baum, Setzling, Sprössling   | |
| Untere Erlentiefenstraße | Overberge    | Standort der Erlen                          | bis 1933 Rünthener Weg; bis 1945 Adolf-Hitler-Straße; bis 1966 Rünthener Weg; bis 1993 Erlentiefenstraße |
| Urnenstraße              | Rünthe       | historisches Urnengräberfeld, 1912 entdeckt | von 1933 bis 1945 Josef-Wagner-Straße                                                                    |

## V
| Straßenname         | Stadtteil    | Herleitung                | Bemerkungen                        |
| ------------------- | ------------ | ------------------------- | ---------------------------------- |
| Veilchenweg         | Overberge    | Veilchen, Pflanzengattung |                                    |
| Velmede             | Weddinghofen | Gut Haus Velmede          | s. Bodelschwingh (Adelsgeschlecht) |
| Verbindungsweg      | Overberge    |                           |                                    |
| Voigtwiese          | Oberaden     |                           |                                    |
| Von-Stegmann-Straße | Bergkamen    |                           |                                    |

## W
| Straßenname              | Stadtteil    | Herleitung                                                                             | Bemerkungen                              |
| ------------------------ | ------------ | -------------------------------------------------------------------------------------- | ---------------------------------------- |
| Wacholderweg             | Overberge    | Wacholder, Pflanzengattung                                                             |                                          |
| Waldemeystraße           | Rünthe       | Waldemey, Gerechtigkeit und Herrschaft auf der Reck Camerschen Heide                   |                                          |
| Waldstraße               | Heil         |                                                                                        | von 1935 bis 1945 Elsa-Brandström-Straße |
| Walter-Poller-Straße     | Bergkamen    | Walter Poller, deutscher Politiker                                                     |                                          |
| Wasserstraße             | Oberaden     |                                                                                        |                                          |
| Weddinghofer Straße      | Bergkamen    | Straße nach Weddinghofen                                                               | K 9                                      |
| Weidenweg                | Weddinghofen | Weiden, Pflanzengattung                                                                |                                          |
| Weißdornweg              | Overberge    | Weißdorne, Pflanzengattung                                                             |                                          |
| Werner Straße            | Overberge    | Straße nach Werne                                                                      | 6–320;                                   |
| Werner Straße            | Bergkamen    | Straße nach Werne                                                                      | 37–293A;                                 |
| Werner Straße            | Rünthe       | Straße nach Werne                                                                      | 350–416, 351–431;                        |
| Westenhellweg            | Overberge    | Hellweg, wichtige Durchgangsstraße                                                     | 1–65, 2–90; L 736                        |
| Westenhellweg            | Bergkamen    | Hellweg, wichtige Durchgangsstraße                                                     | 110–162, 141–151; L 736                  |
| Westfalenstraße          | Rünthe       | Westfalen, östlicher Landesteil von Nordrhein-Westfalen                                |                                          |
| Westfalenweg             | Oberaden     | Westfalen, östlicher Landesteil von Nordrhein-Westfalen                                |                                          |
| Wichernstraße            | Rünthe       | Johann Hinrich Wichern, deutscher Theologe                                             |                                          |
| Wierlingstraße           | Rünthe       | Niederdeutsch für Wedeling, früherer Adelssitz in Rünthe                               |                                          |
| Wiesenhof                | Weddinghofen | Wiese, eine zum Anbau von Viehfutter landwirtschaftlich genutzte Fläche                |                                          |
| Wiesenstraße             | Weddinghofen | Wiese, eine zum Anbau von Viehfutter landwirtschaftlich genutzte Fläche                |                                          |
| Wilhelm-Busch-Straße     | Weddinghofen | Wilhelm Busch, deutscher Dichter und Zeichner                                          |                                          |
| Wilhelm-Leuschner-Straße | Bergkamen    | Wilhelm Leuschner, deutscher Gewerkschafter und Politiker, NS-Opfer                    |                                          |
| Wilhelm-Löbbe-Straße     | Oberaden     | Wilhelm Löbbe, deutscher Konstrukteur                                                  |                                          |
| Wilhelm-Raabe-Straße     | Weddinghofen | Wilhelm Raabe, deutscher Schriftsteller                                                |                                          |
| Wilhelm-Rumpf-Straße     | Oberaden     | Wilhelm Rumpf, SPD, 1952–1964 Bürgermeister der damals selbständigen Gemeinde Oberaden |                                          |
| Wilhelmstraße            | Bergkamen    | Wilhelm II., deutscher Kaiser                                                          |                                          |
| Wolfgang-Fräger-Straße   | Bergkamen    | Wolfgang Fräger, deutscher Maler und Bildhauer                                         |                                          |

## Z
| Straßenname         | Stadtteil    | Herleitung | Bemerkungen |
| ------------------- | ------------ | --- | ----------- |
| Zechenweg           | Rünthe       | Zeche, Steinkohlenbergwerk |             |
| Zehntacker          | Bergkamen    | Zehntacker, zehnprozentige traditionelle Steuer in Form von Naturalien (Ertrag aus der Ackerbewirtschaftung)                              |             |
| Zentrumstraße       | Weddinghofen | Nach der Stadtgründung neu angelegtes Stadtzentrum                                                                                        |             |
| Zeppelinstraße      | Rünthe       | Zeppelin, ein Luftschiff |             |
| Zu den Eichen       | Bergkamen    | Eichen, Pflanzengattung |             |
| Zum Füllort         | Rünthe       | Füllort, Kreuzungspunkt eines Schachtes und einer Strecke bzw. eines Stollens                                                             |             |
| Zum Großen Holz     | Bergkamen    | Großes Holz; ehemaliges Waldgebiet, heutiger Standort des Gewerbegebiets Monopol und der renaturierten Halde Großes Holz                  |             |
| Zum Oberdorf        | Oberaden     | |             |
| Zum Schacht III     | Rünthe       | Schacht, senkrechter Grubenbau (Bergbau) – Schacht III der ehemaligen Zeche Werne bzw. Schacht III/IV (genannt Kuckuck) der Zeche Monopol |             |
| Zum Schacht Kuckuck | Weddinghofen | Schacht, senkrechter Grubenbau (Bergbau) – Schacht III der ehemaligen Zeche Werne bzw. Schacht III/IV (genannt Kuckuck) der Zeche Monopol |             |
| Zur Alten Ziegelei  | Bergkamen    | Ehemaliger Standort einer Ziegelei |             |
| Zur Mergelkuhle     | Bergkamen    | Mergel, Sedimentgestein – ehemalige Mergelgrube einer Ziegelei, heute als Naturschutzgebiet renaturiert                                   |             |
| Zur Seige           | Rünthe       | |             |